# Последний человек (роман)
«Последний человек» — апокалиптический научно-фантастический роман Мэри Шелли, впервые опубликованный в 1826 году. Повествует о мире будущего, поражённом эпидемией. Роман был принят в штыки критикой своего времени и был почти не известен до всплеска научного интереса, начавшегося в 1960-х гг. Роман примечателен наличием в нём квазибиографических портретов персонажей эпохи романтизма из окружения автора, в том числе её покойного мужа Перси Шелли и Байрона.

## Сюжет

### Первая часть
Первая часть романа начинается рассказом о юности Лайонела Вернея, о его дружбе с лучезарным принцем Адрианом, сыном отрёкшегося от престола короля Англии, о его любви к сестре Адриана Идрис. У Вернея есть сестра Утрата, в которую влюблён гордый лорд Раймонд. Ради женитьбы на ней он отказывается от руки Идрис и, на время, от поста лорда-протектора Англии. Идрис становится женой Вернея.
Несколько лет герои живут простой, счастливой жизнью. И всё-таки в этом счастье уже скрыты истоки будущего горя. Ещё в первых главах упоминается о том, что Адриан, влюблённый в Эвадну, не в силах понять, что она любит не его, а лорда Раймонда. Это непонимание приводит к новым бедам: Эвадна, узнав о любви Раймонда к Утрате, таинственно исчезает, Адриан же серьёзно заболевает от горя и едва не сходит с ума. Не вполне счастлив и лорд Раймонд — он активен и честолюбив, не способен ограничиться только семейными радостями. Со временем он всё-таки занимает пост правителя Англии, к огорчению Утраты, не хотевшей расставаться с прежней тихой и счастливой жизнью. Её опасения оказываются небеспочвенны: в Англию вновь вернулась Эвадна, и на этот раз Раймонд, тронутый её красотой и бедственным положением, вступает с ней в связь.
Конец первой части трагичен для Вернея и его близких. Утрата узнаёт об отношениях Раймонда и Эвадны и, несмотря на искреннее раскаяние Раймонда, не хочет его простить. Раймонд отказывается от поста лорда-протектора и вновь отправляется сражаться на стороне Греции, посылая горькие упреки Утрате и называя её «недоброй и несправедливой». Через некоторое время в Англию приходит известие о его гибели, повергающее Утрату и её близких в отчаяние.

### Вторая часть
Известие о гибели Раймонда оказалось ложным: он попал в турецкий плен, из которого его удалось выкупить. Во второй части романа Верней и его сестра приезжают в Грецию. Когда Раймонд возвращается из плена, Утрата окружает его любовью и заботой. Однако таинственные силы уже пришли в действие — Раймонд предчувствует свою гибель и ведёт себя так, будто уже не вполне принадлежит этому миру. В начале второй части впервые упоминается чума, пожирающая силы жителей и защитников осаждённого греками Константинополя.
Трусливый лорд-протектор Райлэнд бежит из Лондона и умирает в одиночестве где-то в глуши, но Адриан добровольно и с радостью принимает на себя бремя власти. Он делает всё, что в его силах, чтобы облегчить участь измученных страхом и болезнью людей. Жизнь в Лондоне течёт более или менее привычным образом, несмотря на чуму, а армия мародёров останавливается благодаря воззваниям Адриана.
В конце второй части Адриан решает увести из Англии горсточку людей, ещё оставшихся в живых, и перебраться на континент, где климат мягче.

### Третья часть
Третья часть романа открывается сценами исхода из Англии. Сначала оставшиеся в живых питают надежду, что, по крайней мере, их страдания будут вознаграждены, и в будущем мир станет лучше. Но этим мечтам не суждено сбыться. Мистически зародившаяся чума так же мистически прекращается, оставив четырёх выживших — Вернея, Адриана, дочь Раймонда и Утраты Клару и младшего сына Вернея. Но им не суждено возродить человечество. Ребёнок умирает от тифа — болезни, о которой все успели позабыть за время эпидемии. Во время морского путешествия начинается шторм, и двое последних спутников Вернея тонут. Лайонел остаётся один. Он приходит в Рим и там пишет свою историю в тщетной надежде, что когда-нибудь найдётся тот, кто прочтёт её.

## История публикации и рецензирования
«Последний человек» был дважды опубликован издателем Генри Колберном в Лондоне в 1826 году. В том же году роман был выпущен в Париже издателями Галиньяни. Пиратская версия романа была напечатана в США в 1833 году. «Последний человек» получил наихудшие отзывы среди всех романов, написанных Мэри Шелли: большинство рецензентов высмеивали саму тему последнего человека. Отдельные рецензенты называли книгу «омерзительной», критиковали её «глупую жестокость» и называли воображение автора «больным».
Роман не переиздавался вплоть до 1965 года. В XX веке он получил новое внимание от критиков, возможно, потому что тема последнего человека стала более актуальной в это время.
На русском языке роман «Последний человек» впервые был издан в 2010 году в серии «Литературные памятники» в переводе Зинаиды Александровой.